# Omachi Shogo
Omachi Shogo (大町 将梧 Ōmachi Shōgo, sinh ngày 4 tháng 5 năm 1992) là một cầu thủ bóng đá người Nhật Bản. Anh thi đấu cho Honda FC.

## Sự nghiệp thi đấu
Omachi Shogo thi đấu cho Zweigen Kanazawa từ năm 2013 đến năm 2015. Năm 2016, anh chuyển đi theo dạng cho mượn đến Honda FC.

## Thống kê câu lạc bộ
Cập nhật đến ngày 20 tháng 2 năm 2018.
| Thành tích câu lạc bộ | Thành tích câu lạc bộ | Thành tích câu lạc bộ | Giải vô địch | Giải vô địch | Cúp                   | Cúp                   | Tổng cộng | Tổng cộng |
| Mùa giải              | Câu lạc bộ            | Giải vô địch          | Số trận      | Bàn thắng    | Số trận               | Bàn thắng             | Số trận   | Bàn thắng |
| Nhật Bản              | Nhật Bản              | Nhật Bản              | Giải vô địch | Giải vô địch | Cúp Hoàng đế Nhật Bản | Cúp Hoàng đế Nhật Bản | Tổng cộng | Tổng cộng |
| --------------------- | --------------------- | --------------------- | ------------ | ------------ | --------------------- | --------------------- | --------- | --------- |
| 2013                  | Zweigen Kanazawa      | JFL                   | 13           | 1            | 1                     | 0                     | 14        | 1         |
| 2014                  | Zweigen Kanazawa      | J3 League             | 30           | 4            | 2                     | 3                     | 32        | 7         |
| 2015                  | Zweigen Kanazawa      | J2 League             | 11           | 0            | 1                     | 0                     | 12        | 0         |
| 2016                  | Honda FC              | JFL                   | 26           | 7            | 4                     | 3                     | 30        | 10        |
| 2017                  | Honda FC              | JFL                   | 23           | 16           | 1                     | 2                     | 24        | 18        |
| Tổng                  | Tổng                  | Tổng                  | 103          | 28           | 9                     | 8                     | 112       | 36        |